# Брукхейвен (город, Нью-Йорк)
Брукхе́йвен (англ. Brookhaven) — самый густонаселенный из десяти городов округа Саффолк, штат Нью-Йорк, США. Он расположен примерно в 50 милях от Манхэттена. Это единственный город в округе, который простирается от северного берега до южного берега Лонг-Айленда. Это самый большой из всех городов со статусом «таун» в штате Нью-Йорк по площади (с учётом акватории) и второй по численности населения после города Хемпстед.
Первое поселение на территории нынешнего Брукхейвена было известно как Сетокет. Основанный как группа сельскохозяйственных деревень в середине 17 века, Брукхейвен впервые расширился как крупный центр судостроения в 19 веке. Его близость к Нью-Йорку способствовала созданию курортных сообществ, а затем послевоенному демографическому буму. По данным переписи 2010 года, в Брукхейвене проживало 486 040 человек.
В городке находятся два известных исследовательских центра-Университет Стоуни-Брук и Брукхейвенская национальная лаборатория. В совокупности эти два исследовательских центра составляют примерно 50 % от числа работников десяти крупнейших работодателей города. Туризм также является важной частью местной экономики. Крупнейшие традиционные даунтауны расположены в Порт-Джефферсоне, региональном транспортном узле, и Патчоге. Этот район уже давно обслуживается железной дорогой Лонг-Айленда и паромами Бриджпорта и Порт-Джефферсона.

## Общие данные
Общая площадь муниципального района Брукхейвен — 1376,6 км², это самый большой по общей площади муниципальный район штата Нью-Йорк, однако площадь суши составляет менее 50 % (671,6 км²). Численность населения — 486 040 человек (на 2010 год). Плотность населения — 723,7 чел./км². В расовом отношении: 88,4 % жителей — белые, в том числе 8 % — латиноамериканцы; 4,3 % — афроамериканцы; 2,9 % — азиаты. Муниципальный район имеет в составе 9 поселений (village), имеющих самоуправление, и 50 поселений (hamlet) без самоуправления .

## География и история
Брукхейвен находится в округе Саффолк штата Нью-Йорк, в центральной части острова Лонг-Айленд. Водную часть муниципального района Брукхейвен на севере составляет пролив Лонг-Айленд, а на юге — залив Грейт Саут Бей и Атлантический океан.
До прихода европейцев на месте, где ныне расположен муниципальный район, проживали различные племена индейцев группы алгонкинов. Первое поселение европейцев (переселенцев из Новой Англии) относят к 1655 году. Оно было названо по имени одного из индейских племен Сетокет. Название Брукхейвен впервые письменно упоминается в 1666 году и некоторое время одновременно с «Сетокет» применялось как для названия поселения, так и для всего района. Позже название Сетокет закрепилось за поселением, а Брукхейвен за районом. Ранние поселенцы жили рыболовством и земледелием. В XIX веке начинается промышленное развитие (судостроение, производство резины и другое).

## Достопримечательности
В городе находится Брукхейвенская национальная лаборатория, один из крупнейших исследовательских институтов США с построенным здесь ускорителем заряженных частиц. В Брукхейвене также расположен университет Стоуни-Брук.